# 関東神宮
関東神宮（かんとうじんぐう）は、日本の租借地であった関東州旅順市（現 中華人民共和国遼寧省大連市旅順）にあった神社である。社格は官幣大社。
1938年（昭和13年）6月1日に創立され、官幣大社に列格した。1944年（昭和19年）10月1日に鎮座・創建された。祭神は天照大神・明治天皇であった。
鎮座に先立ち、昭和天皇から月山作の刀を御神宝として寄進を受けている。
1945年（昭和20年）の日本の第二次世界大戦敗戦を受け、同年8月22日に昇天の儀を執行し、内陣の装束や神宝などを焼却。同年9月20日にソビエト連邦軍より退去命令を受けて、全建物を引き渡した。

## 関東神宮の郵便切手

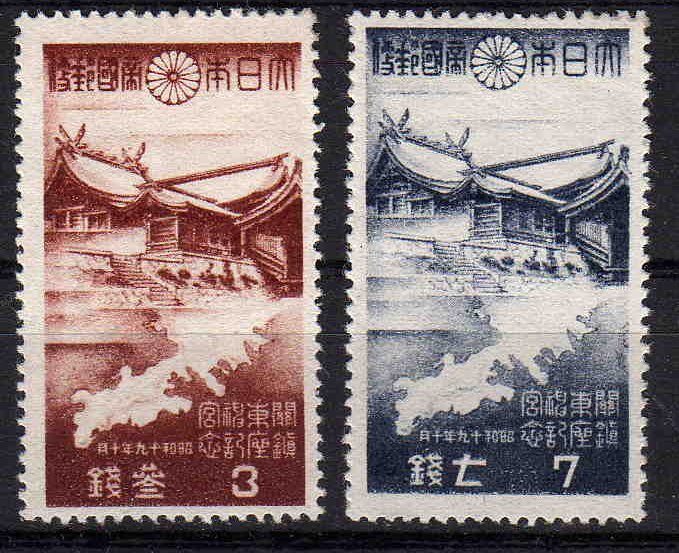
関東神宮鎮座記念切手

関東州における郵政事業を担当していた関東逓信局が1944年（昭和19年）10月1日に「関東神宮鎮座記念」の記念切手2種（3銭と7銭）を発行している。デザインは共通で関東神宮の本殿と関東州の地図をあしらったものである。なお、この記念切手は戦時中最後に発行された記念切手であり、発売当初は入手は困難であったが、国民にはすでに趣味で切手を購入する余裕はなかった。また印刷は民間の共同印刷株式会社が担当したが、印刷技術も切手用紙の質も戦前のレベルよりも粗雑である。なお戦後昭和40年から昭和50年頃の切手ブームの際に多数の模刻品（偽物）が出回り現在もフリーマーケットアプリやインターネットオークション等で多数見かけるに至る。